# North Canaan
North Canaan – miasto w Stanach Zjednoczonych, w stanie Connecticut, w hrabstwie Litchfield.